# Ahmed Benzelikha
Ahmed Benzelikha, né en 1967, est un linguiste spécialiste en communication, économiste et journaliste algérien, notamment chroniqueur au journal El Watan, au Quotidien d'Oran et à la revue Afrique Asie.   

## Biographie
Il a occupé plusieurs fonctions dans les secteurs des finances, de l'agriculture, de l'énergie et de la communication, comme directeur d'établissement financier, chef de cabinet et inspecteur général.
Auteur d'un manifeste intitulé من أجل "مثقافية" جديدة (Pour une nouvelle « intellectualité ») paru en 1989 (quotidien An Nasr 02/08/1989). Connu pour ses positions anti-colonialistes, son engagement en faveur de l'humanisme et pour un nouvel ordre international de l'information, il est l'auteur d'un essai sur la presse algérienne : Presse algérienne : éditoriaux et démocratie,, d'une étude sur le colonialisme : Le travail de dignité (en réponse à la formule « Travail de mémoire », lancée par Nicolas Sarkozy) et de publications concernant les questions économiques, la société civile (dont l'article Quelles organisations pour une véritable démocratie participative ?, en 2003), l'histoire de l'Algérie (notamment sur la bataille de Constantine de 1836), le dialogue des civilisations (avec l'analyse Omar et l'Occident, en 2009) et le patrimoine de la ville de Constantine. Il est aussi l'auteur de L'air du temps, un essai sociopolitique paru en 2013 et du roman La Fontaine de Sidi-Hassan, publié en 2014. En 2017, il publie un nouveau roman La Roqya de Cervantès, en hommage à l'écriture et à Cervantès. En 2019, il sort Elias,, son roman revisitant l'Odyssée d'Homère, ainsi qu'un récit poétique intitulé L'Esquif des mots. En 2021, il publie un roman Les dupes autour du monde du 21e siècle et de ses artifices. En octobre 2023, il signe un autre roman sous le titre de "Rendez-vous au Mont Saint-Michel" revisitant le célèbre site classé au patrimoine mondial.
Élu Vice-Président du Programme international du développement de la communication PIDC-IPDC de l'Organisation des Nations unies pour l'éducation, la science et la culture, Ahmed Benzelikha est Président du Comité algérien Mémoire du monde et du Comité Communication et Information de la Commission Nationale algérienne pour l'UNESCO, à ce titre il a tenu de nombreuses conférences, principalement sur la société de l'information, l'éducation aux médias, les droits de l'homme, le vivre-ensemble, la communication numérique et l'intelligence artificielle.

## Publications
- Presse algérienne : éditoriaux et démocratie
- Tintin des illusions
- Omar et l'Occident